# 18. Flak-Division
A 18. Flak-Division (em português: Décima-oitava Divisão Antiaérea) foi uma divisão de defesa antiaérea da Luftwaffe durante a Alemanha Nazi, que prestou serviço na Segunda Guerra Mundial. Foi formado a partir do II. Flakkorps.

## Comandantes
- Kurt Steudemann, (10 de abril de 1942 - 9 de março de 1943)[2]
- Heinrich Reuss XXXVII, (10 de março de 1943 - 31 de janeiro de 1944)[2]
- Adolf Wolf, (1 de fevereiro de 1944 - 1 de outubro de 1944)[2]
- Günther Sachs, (2 de outubro de 1944 - 8 de maio de 1945)[2]